# Magnas
Magnas (gaskognisch: Manhàs) ist eine französische Gemeinde mit 58 Einwohnern (Stand 1. Januar 2022) im Département Gers in der Region Okzitanien (bis 2015 Midi-Pyrénées); sie gehört zum Arrondissement Condom und zum Gemeindeverband Bastides de Lomagne. Die Bewohner nennen sich Magnassais/Magnassaises.
Sie ist umgeben von den Nachbargemeinden Saint-Clar im Nordosten, Osten und Südosten, Castelnau-d’Arbieu im Südwesten und Westen sowie Lectoure im Westen und Nordwesten.

## Bevölkerungsentwicklung
| Jahr                       | 1793 | 1831 | 1962 | 1968 | 1975 | 1982 | 1990 | 1999 | 2006 | 2011 | 2016 |
| Einwohner                  | 209  | 231  | 77   | 71   | 57   | 40   | 61   | 48   | 63   | 74   | 63   |
| Quellen: Cassini und INSEE |      |      |      |      |      |      |      |      |      |      |      |